# Nhạc cụ gõ
Nhạc cụ gõ (nhạc cụ bộ gõ) là các nhạc cụ sử dụng vật dụng để gõ, tác động lên bề mặt nhạc cụ nhằm tạo thanh âm, tiết tấu. Trong hệ thống các nhạc cụ của nhiều dân tộc cổ truyền, nhạc cụ gõ chiếm số lượng lớn nhất và có lịch sử lâu đời nhất.
Các nhạc cụ gõ thường được làm từ nhiều chất liệu khác nhau như đá, gỗ, da, kim loại, trong đó tiêu biểu là các nhạc cụ gõ có mặt da căng (các loại trống); nhạc cụ gõ bằng gỗ (như mõ, đàn phiến), nhạc cụ gõ bằng kim loại (kẻng, thanh la, chũm chọe, cồng, chiêng, đàn chuông ống) v.v.
Các dân tộc Việt Nam vùng Tây Nguyên sử dụng những bộ đàn đá có thể coi là các nhạc cụ gõ cổ xưa nhất, và về sau là đàn T'rưng, cồng, chiêng. Trống đồng là một nhạc cụ gõ cổ truyền khác có lịch sử rất lâu đời, tiêu biểu của văn hóa Đông Sơn. Cùng loại trống còn có trống gỗ, trống căng da và trống quân. Tại các vùng nông thôn Việt Nam xưa cũng phổ biến nhạc cụ gõ đơn giản là mõ.